# KADNAY
KADNAY(カドナイ)とはウクライナの音楽グループである。

## 概要
ウクライナ語・ロシア語・英語で歌う。作詞・作曲は主にメンバー２人が行っており、英語の歌詞はドミトロが書いている。
グループ名はドミトロの姓に由来する。

## 来歴
2012年にウクライナにてソロ活動をしていたドミトロ・カドナイがフィリップ・コリャデンコを加えたことにより結成。
2014年にファーストアルバム『KADNAY』をリリースし、ウクライナ各地をプロモーションツアーで回る。1年半後、セカンドアルバム『23FLOOR』をリリース。
2017年2月、ユーロビジョン・ソング・コンテストのウクライナ代表選考大会(通称「Vidbir」)に出場。準決勝3にて『Freedom In My Mind』を歌うも敗退。決勝へは進めなかった。
同年12月、Yuna Music Awardで「Pop Group of the Year」にノミネートされる。
翌2018年2月、再びユーロビジョン・ソング・コンテストのウクライナ代表選考に出場。『Beat Of The Universe』を歌い、準決勝で3位となり決勝進出。最終結果は3位に終わった。
2018年5月19日、Золота Жар-птицяと呼ばれる音楽賞の「Нові імена」部門にノミネート。また、インディーズ部門では受賞した。

## メンバー
ドミトロ・カドナイ(宇：Дмитро Каднай/露：Дмитрий Каднай)
1989年11月23日生まれ。ドニプロペトロウスク出身。
フィリップ・コリャデンコ(宇：Філіп Коляденко/露：Филипп Коляденко)
1993年4月13日生まれ。スームィ出身。コメディアンの父(ドミトロ・コリャデンコ(Дмитро Коляденко))とプロデューサーの母(オレーナ・コリャデンコ(Олена Коляденко))との間に生まれる。

## 作品
シングル
- Моя слабость (2014)
- Мне больше не нужна ты (2014)
- Не кусай (2014)
- 4y (2014)
- I Don't Belong To You (2014)
- Give me fire (Maiak remix) (2015)
- Symphony Of Love (2015)
- Hitchcock (2016)
- You Know How I Roll (2016)
- Freedom In My Mind (2017)
- Lonely (2017)
- Відчуваю (2017)
- Відчуваю (Remix) (2017)
- Beat Of The Universe (2018)
- Притулись до мене (2018)
- Полон (2019)
- Santiago (2020)
- Dance.Disco.Party (2020)
- Война и Путин не нужны в мире (2022)

アルバム
- KADNAY (2014)[注 1]
- 23FLOOR (2016)
- Відчуваю (2017)
- Полон (2019)

ミュージックビデオ
- Feeling so right (2011)[注 2]
- Взлетаем (2012)
- Моя слабость (2014)
- The Time (2014)
- Мне больше не нужна ты (2014)
- Океан (2015)
- Symphony Of Love (2016)[注 3][注 4]
- Hitchcock (2016)[注 3][注 4]
- Empty Shades (2016)[注 3][注 4]
- Відчуваю (2017)
- TILO (2018)
- Колискова (2018)
- Disco Girl (2019)[注 5]
- Полон (2019)[注 5]